# Haus Lützeler
Das Haus Lützeler steht in der Nähe von Lamersdorf, einem Ortsteil von Inden (Rheinland) im Kreis Düren in Nordrhein-Westfalen. Direkt am Haus fließt der Wehebach.

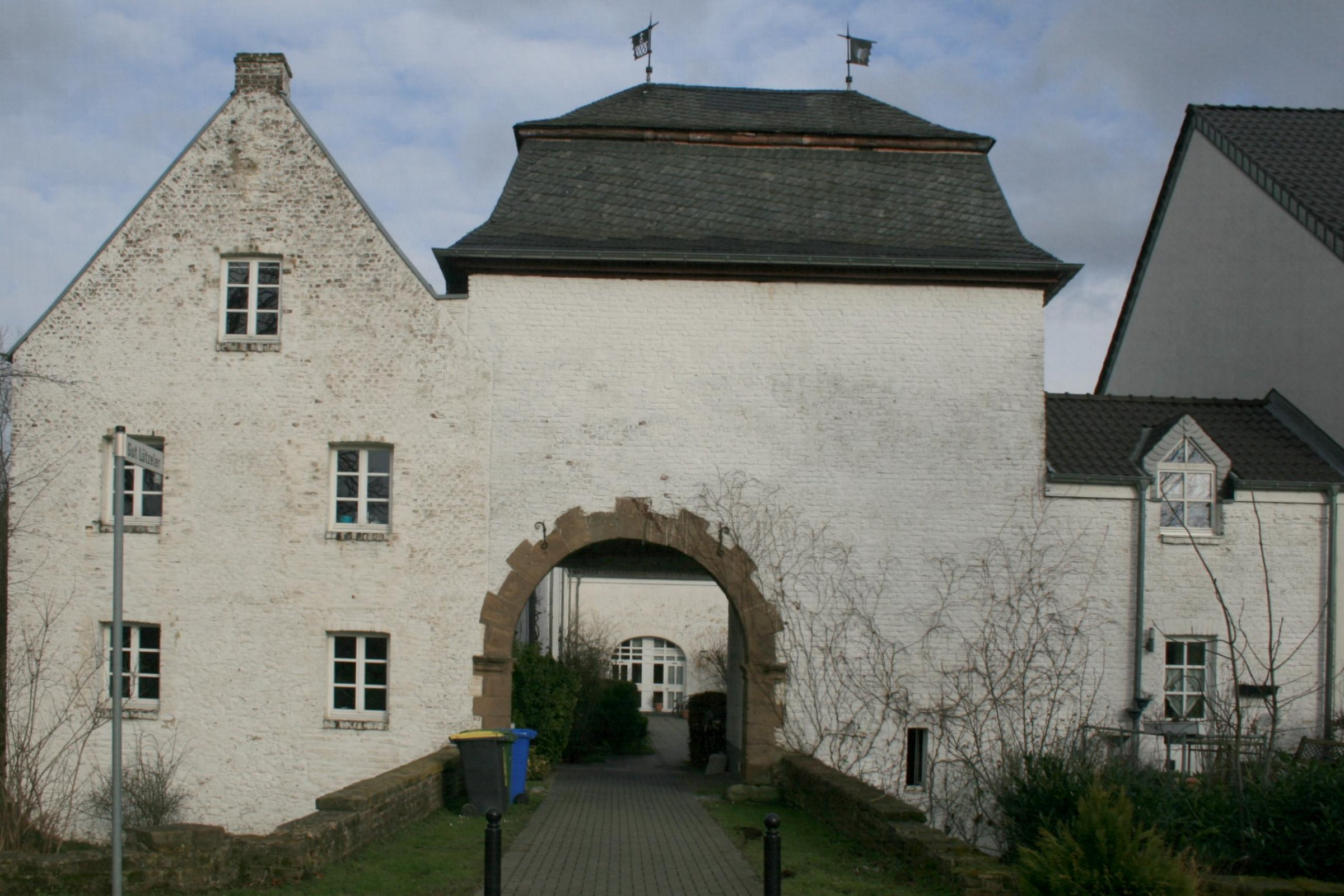
Inden-Inden-Altdorf Denkmal-Nr. 26, Geuenicher Straße 1 - 16 (701)

Haus Lützeler wird im 14. Jahrhundert erstmals urkundlich erwähnt: 1398 verkauften Johann Vruntgin von Lutzelen und seine Frau Bela Carsilius von Palant, dem Besitzer von Burg Breitenbend bei Linnich, ihren Hof in Lucherberg. Gleichzeitig erwarb Carsilius von Palant von Peter von Loyvenberg, seiner Gattin und deren Schwester ihren Hof zu Lützeler.
Die von Palant blieben bis gegen Ende des 17. Jahrhunderts im Besitz von Haus Lützeler. Sie gaben vermutlich dem Gutshof als Bauherren die Form, die er – von Umbauten und Zerstörungen abgesehen – auch heute noch besitzt.
Haus Lützeler ist eine rechteckige, heute noch teilweise von nassen Gräben umgebene Anlage. Drei Seiten des Rechtecks werden von Gebäuden eingenommen, der vierten freien Seite im Süden war früher jenseits des Burggrabens der Garten vorgelagert. Das im 16. Jahrhundert entstandene Herrenhaus lag an der Südwestecke der Hofanlage und wurde im Zweiten Weltkrieg bis auf einige Mauerreste zerstört. Es handelte sich bei diesem Gebäude um einen zweigeschoppengiebeln und geschiefertem Satteldach. Die Wirtschaftsgebäude von Haus Lützeler gehören in ihrer Hauptbausubstanz dem 17. bis 18. Jahrhundert an.
Um 1700 kaufte Johann Caspar Gilles von der Familie von Palant Haus Lützeler. Nach seinem Tod heiratete seine Witwe Isabella Katharina von Broich den Jülicher Wehrmeistereiverwalter Johann Caspar Cüpper, der 1728 starb. Danach scheint Haus Lützeler an eines der Kinder Gilles gefallen zu sein. Als nächste Besitzer werden in Urkunden die von Rödingen genannt. Nach dem Tod der Maria Theresia von Rödingen im Jahre 1786 fiel das Gut an ihren Schwiegersohn von Palmer in Düsseldorf. Dann kam das Anwesen an die Familie Steffens, durch Heirat später an die Familie Scheuer in Jülich. Heute ist Haus Lützeler im Besitz der Rheinbraun AG.
Haus Lützeler steht unter Denkmalschutz.